# Adriano Foglia
Adriano Augusto Foglia (San Paolo, 25 aprile 1981) è un giocatore di calcio a 5 brasiliano naturalizzato italiano.
Campione d'Europa nel 2003 con la nazionale italiana, nello stesso anno è stato eletto miglior calcettista assoluto ai Futsal Awards. Foglia è stato il primo, e finora unico, italiano a vincere il riconoscimento.

## Carriera

### Club
Di ruolo laterale, Foglia inizia la carriera nel Palmeiras, prima nelle giovanili e poi in prima squadra. Nel 2000 giunge in Italia, acquistato dall' Augusta; inizialmente schierato anche nella formazione Under 21, con questa vince, l'anno successivo, scudetto e coppa di categoria. Con la prima squadra conquista la Coppa Italia nel 2001, mettendo a segno una doppietta in finale. In entrambe le stagioni in Sicilia si laurea capocannoniere della massima serie, rispettivamente con 44 e 45 reti.
Nell'estate del 2002 segue il tecnico Carobbi allo Stabia, con cui si qualifica ai play-off ma viene eliminato ai quarti di finale.
Dopo l'esperienza campana Foglia si trasferisce all'Arzignano Grifo. A fine anno gli viene conferito il premio come miglior giocatore di movimento ai Futsal Awards. Si tratta del primo (e finora unico) italiano (seppur naturalizzato) a potersi fregiare di questo premio. Qualche mese dopo mette in palmarès il suo primo scudetto, al quale la stagione successiva aggiungerà anche la supercoppa italiana.
A inizio 2005 passa al Montesilvano. Qui, due anni dopo, contribuisce alla vittoria della prima Coppa Italia degli abruzzesi.
Nel gennaio del 2009 Foglia viene trovato positivo all'antidoping e nel mese di maggio il Tribunale Nazionale Antidoping del CONI lo squalifica per 22 mesi. 
Nel settembre 2010 torna nel mondo del calcio a 5 sempre con il Montesilvano, l'esordio dopo la squalifica avviene nella trasferta di Cagliari vinta dai campioni d'Italia per 3 a 0 in cui l'italobrasiliano è uno dei marcatori, mentre il primo gol in casa al PalaRoma avviene contro il Kaos Futsal su uno schema di punizione. Con il Montesilvano, nella stagione del ritorno, si laurea Campione d'Europa, mettendo a segno, nella decisiva finale contro lo Sporting Lisbona, una doppietta. Verrà nominato miglior giocatore della manifestazione..
Nella stagione 2011-2012 lascia i biancocelesti per approdare ai campioni d'Italia della Marca Futsal, dove vice la sua seconda Supercoppa, conquista la medaglia di bronzo in Coppa UEFA e arriva in finale scudetto. Dopo un solo campionato lascia i bianconeri per passare alla Lazio.
Dopo un'estenuante trattativa tra le due società, nel luglio 2013 Foglia torna in Abruzzo, questa volta per vestire la maglia del Pescara, dove ritrova l'amico d'infanzia Eduardo Morgado; il giocatore accetta la riduzione dell'ingaggio pur di concretizzare il trasferimento.
Il 13 marzo 2014, dopo 14 anni nel campionato italiano, Foglia si trasferisce in Azerbaigian per vestire la maglia dell'Araz Naxçıvan con la formula del prestito di due mesi sino alla fine della stagione. Il 26 aprile 2014 Foglia segna uno dei 6 gol del 6-4 contro il Kairat Almaty che consente all'Araz di essere premiata come 3ª classificata della Coppa UEFA.
Nell'estate del 2014 torna in Brasile per unirsi al neonato BF Brasil Kirin in cui gioca Falcão. Nel biennio seguente si laurea campione del Brasile e campione sudamericano.
Il 15 dicembre 2015 ritorna nel Belpaese per vestire la maglia della Luparense, squadra più titolata d'Italia, ma proveniente da un inizio di stagione difficile.. Il finale di stagione vedrà una rimonta dei veneti, capaci di qualificarsi a sorpresa alla semifinale play-off (dove però arrivera l'eliminazione da parte del Real Rieti).
A fine stagione si accorda con il Corinthians per poi tornare già a dicembre, alla Luparense con cui vince il suo secondo scudetto (mettendo a segno, nelle finali, 5 rigori su 5).
Nell'annata 2017-2018 scende di categoria, firmando con i neopromossi in Serie B del Petrarca Padova. Fin da subito si rivela il trascinatore della compagine patavina nella promozione in A2, risultando decisivo anche nella Coppa Italia di categoria, con una tripletta in finale.
Anche la stagione 2018-2019 sarà divisa a metà tra Brasile ed Europa. Torna a vestire la maglia del BF Magnus, dove a dicembre si laurea campione del Mondo per club, vincendo la sua prima Coppa Intercontinetale, per poi iniziare, nel gennaio successivo, una nuova avventura in Polonia, con la maglia dell'Orzel Futsal. Per la stagione 2019-2020 firma per l'Imolese Calcio (che attualmente milita in Serie A2) club in cui ritrova alla guida tecnica, il suo ex mister Alberto Carobbi.
Nel gennaio 2020 Foglia rescinde con l’Ecocity Futsal Cisterna per approdare  alla FF Napoli, dove contribuirà alla promozione della compagine partenopea in Serie A.

### Nazionale
In possesso della doppia cittadinanza, Foglia ha giocato 101 partite e segnato 66 reti con la nazionale italiana. Il primo torneo internazionale disputato in azzurro è stato il campionato europeo 2001 ospitato dalla Russia. Nel 2003 è stato tra i protagonisti del primo titolo continentale vinto dalla selezione azzurra. IN seguito, è stato vicecampione del mondo al FIFA Futsal World Championship 2004 e ha vinto un bronzo all'Europeo del 2005. Il 16 ottobre 2008 è lo sfortunato protagonista della semifinale della Coppa del Mondo in Brasile, con un'autorete all'ultimo secondo dei tempi supplementari che sancisce l'eliminazione dell'Italia contro la Spagna. Il mondiale terminerà per gli azzurri con una medaglia di bronzo.

## Palmarès

### Club

#### Competizioni nazionali
- Campionato brasiliano: 1

Brasil Futuro: 2014
- Campionato italiano: 2

Arzignano: 2003-04
Luparense: 2016-17
- Coppa Italia: 2

Augusta: 2000-01
Montesilvano: 2006-07
- Supercoppa italiana: 2

Arzignano: 2004
Marca: 2011
- Campionato di Serie A2: 1

FF Napoli: 2020-21 (girone D)
- Coppa Italia di Serie A2: 1

FF Napoli: 2020-21
- Campionato di Serie B: 1

Petrarca: 2017-18 (girone B)
- Coppa Italia di Serie B: 1

Petrarca: 2017-18

#### Competizioni internazionali
- Coppa UEFA: 1

Montesilvano: 2010-11
- Coppa Libertadores: 1

BF Brasil Kirin: 2015
- Coppa Intercontinentale: 1

BF Magnus: 2018

#### Competizioni giovanili
- Campionato italiano Under-21: 1

Augusta: 2001-02
- Coppa Italia Under-21: 1

Augusta: 2001-02

### Nazionale
- Campionato d'Europa: 1

Italia: 2003

### Individuali
- Futsal Awards: 1

Miglior giocatore assoluto: 2003
- Miglior giocatore della Coppa UEFA: 1

Montesilvano: 2011
- Capocannoniere della Serie A: 3

2000-01 (44 reti)
2001-02 (45 reti)
2011-12 (28 reti)